# 長江集團中心二期
長江集團中心二期，位於香港金鐘夏愨道10號，樓高41層，由Leo A Daly建築師事務所設計，聯力建築承建，原址為已拆卸的和記大廈。

## 歷史
2008年，屋宇署批出和記大廈的重建圖則，批准長江實業將大廈重建成1幢47層高的商業大廈，樓面面積為約49萬方呎。2012年，屋宇署再批出最終使用的新圖則，可將和記大廈重建為1幢41層高的商業大廈。雖然項目在重建後的樓面面積不增反減，但由於市場對中環核心地段商廈供應有需求，因而長實決定落實重建計劃，以增加物業估值、租金收入及車位數量。
2018年7月，和記大廈的租戶收到了長實要求他們在六個月內遷出的通知。2019年，長江實業正式開展和記大廈重建工程，於同年1月底將和記大廈的員工遷移至長江集團中心辦公室，大廈於2019年4月起拆卸重建。
2022年8月10日，長實集團宣布和記大廈重建項目正式命名為長江集團中心二期（Cheung Kong Center II），預計落成日期為2023年。項目將承襲長江集團中心的外貌和方正設計。

## 設施
大廈總建築樓面達55萬方呎，每層面積1.73萬方呎，並為租戶提供185個車位。

## 租戶
2023年5月中，大廈獲內地企業聯合能源集團租用半層逾8000方呎樓面。
另外，施羅德亦在2024年由太古廣場遷入。

## 樓層分佈
下列為長江集團中心二期部分租戶及用戶樓層分佈：
- ?樓：施羅德投資
- 39樓東座2室：匯橋資本集團[8]
- 39樓西座：聯合能源集團[9]
- 11樓西座1至2室：博裕資本[10]
- 地鋪及10層樓面：中國工商銀行[11]

## 相集

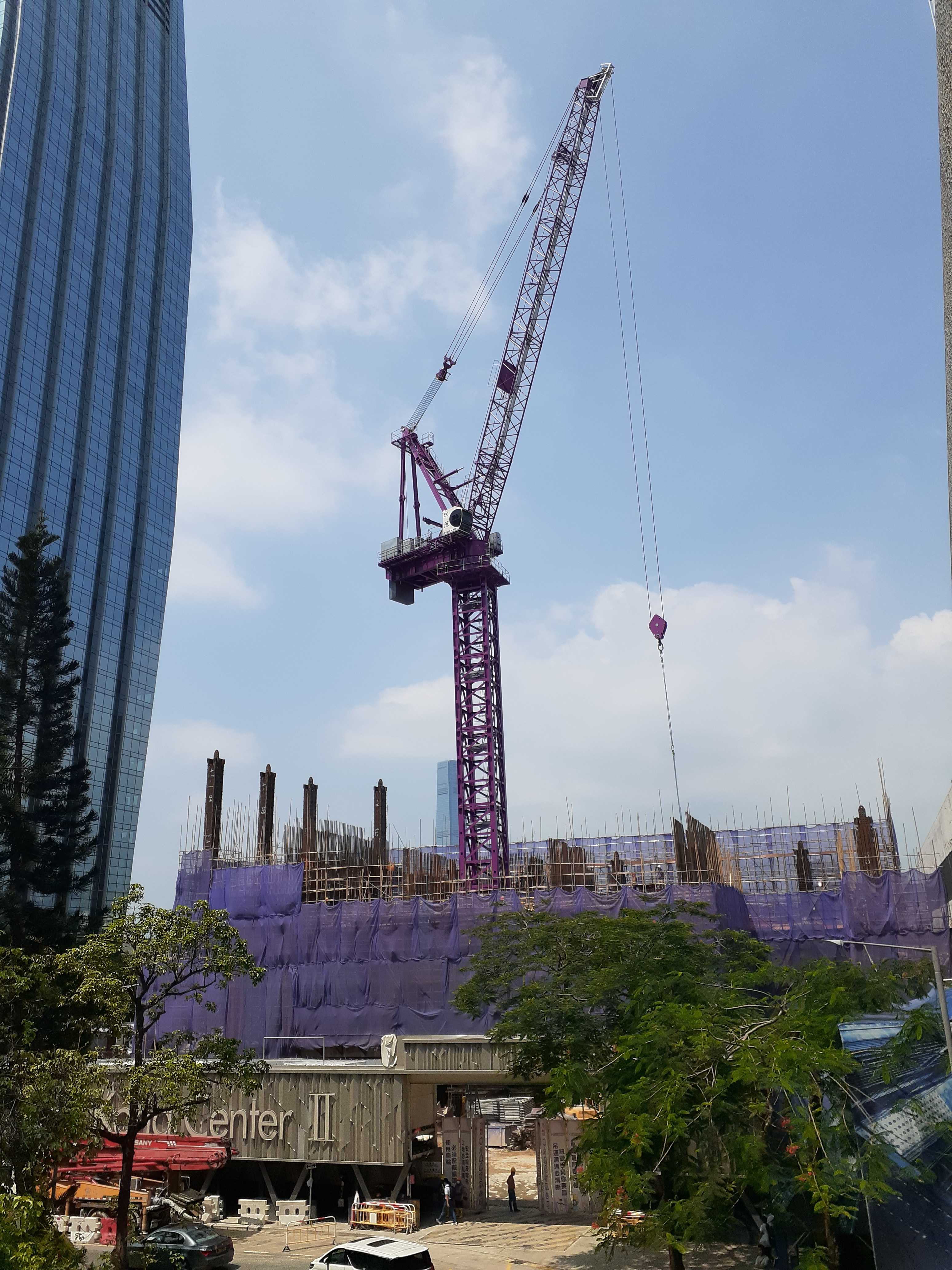
2021年9月
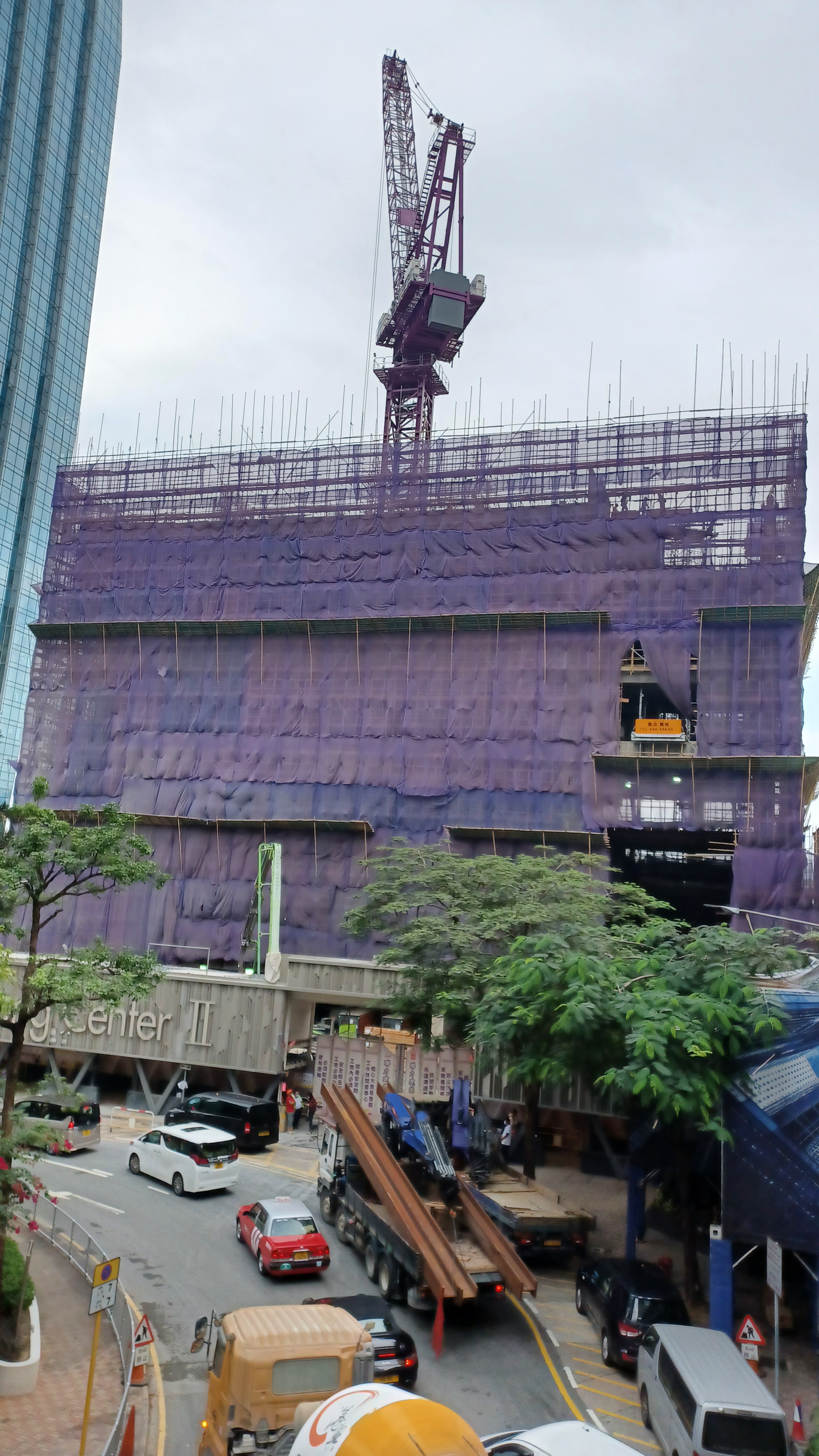
2021年12月
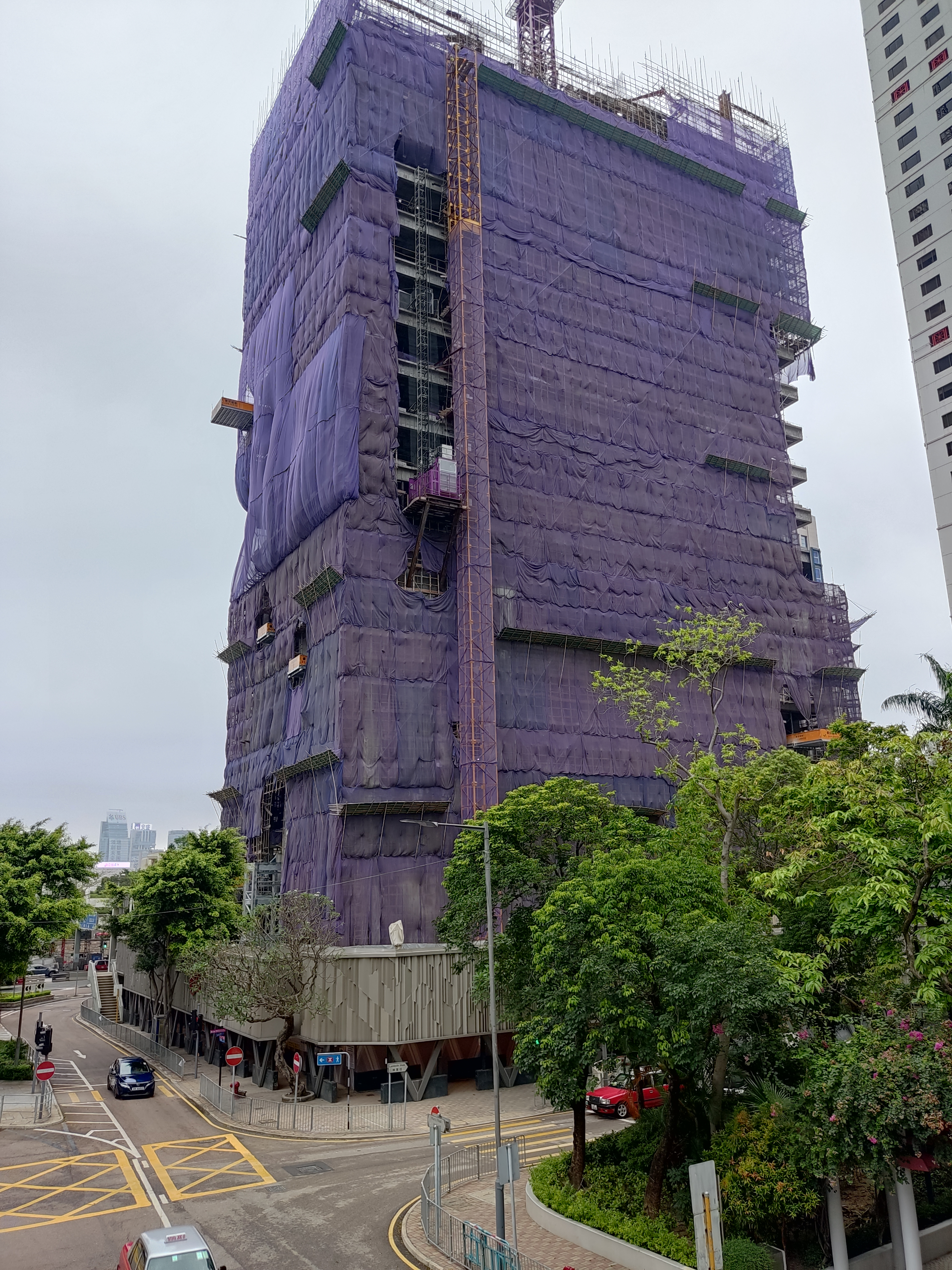
2022年4月
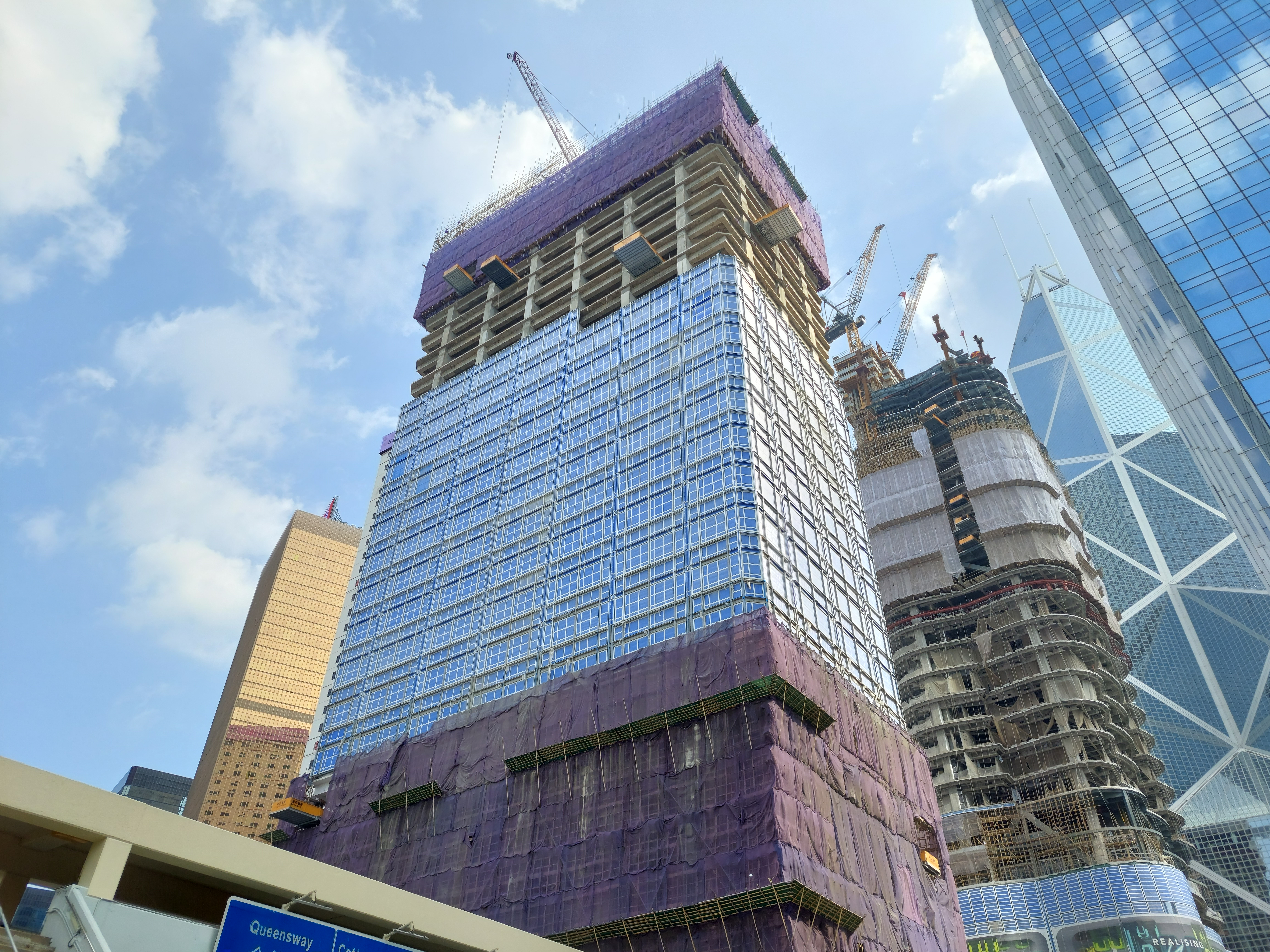
2022年10月
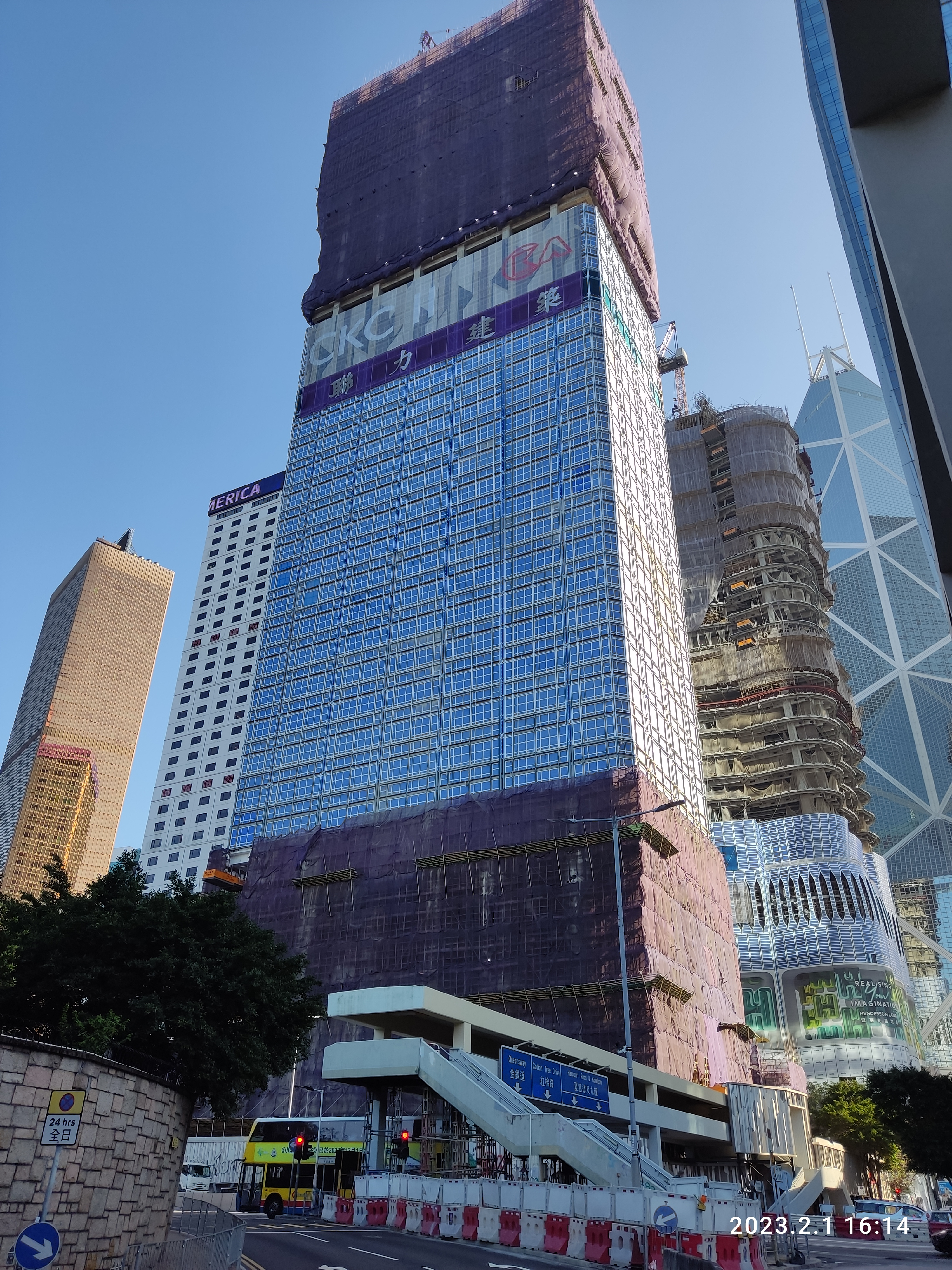
2023年2月
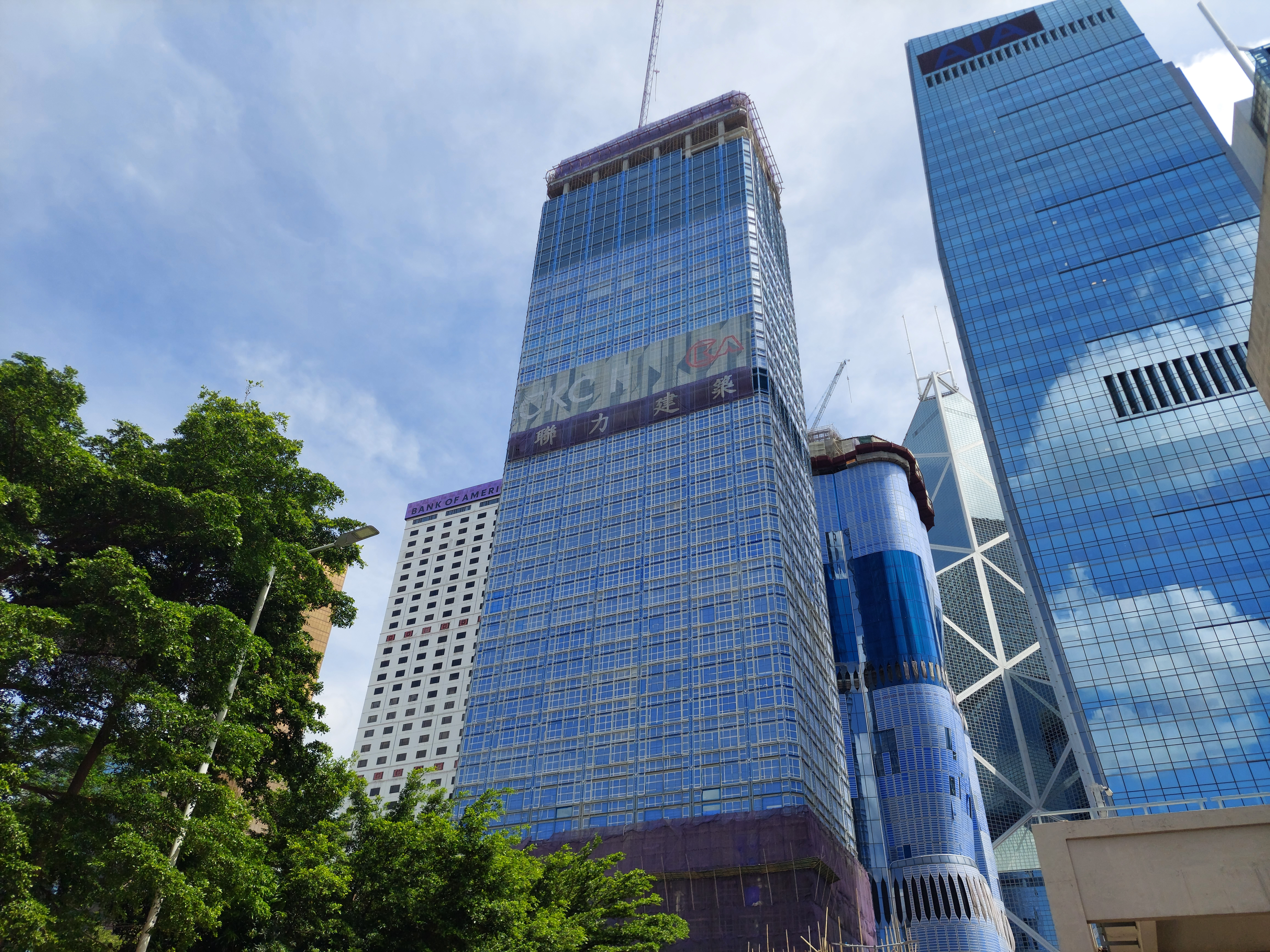
2023年6月
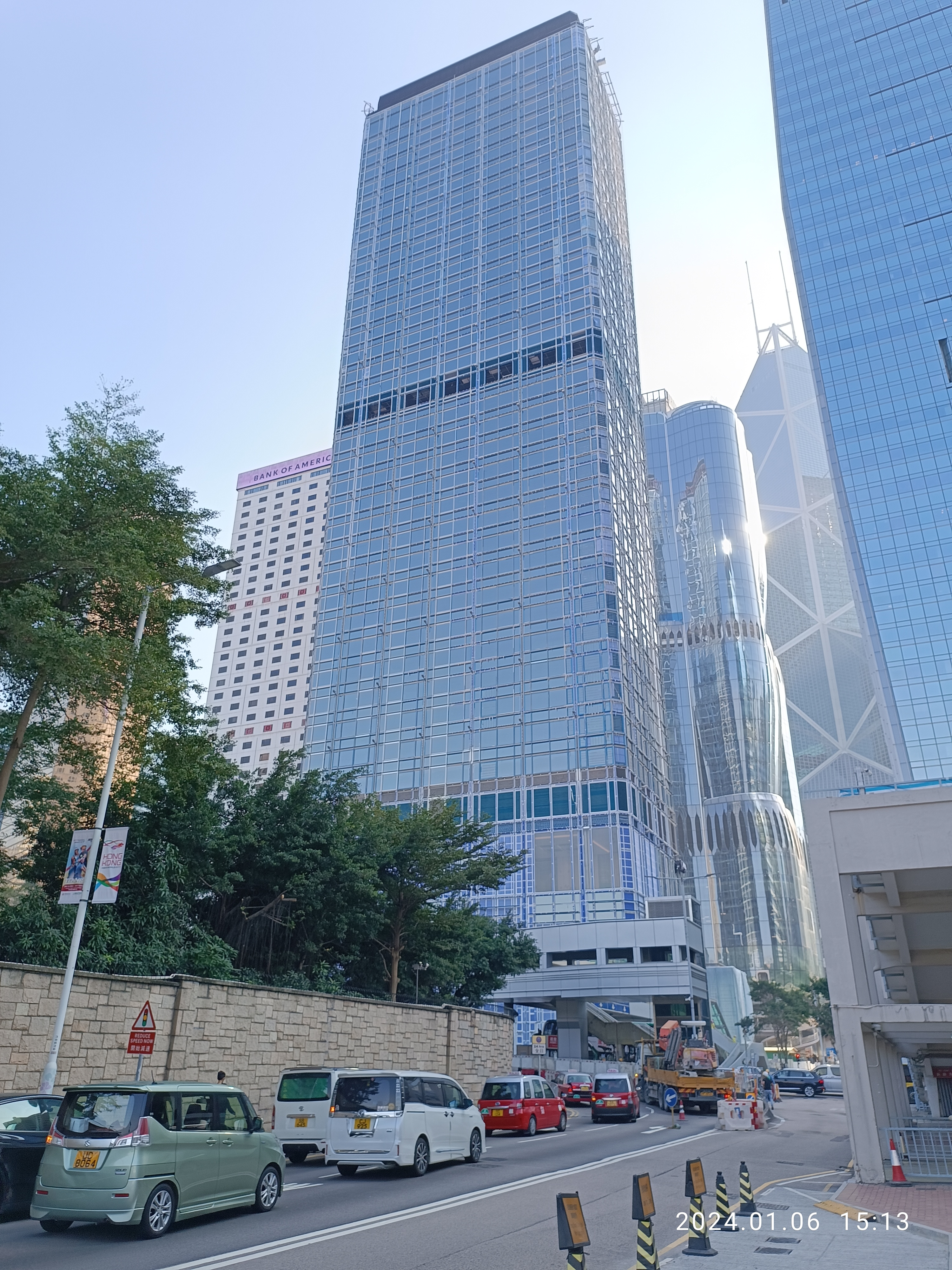
2024年1月
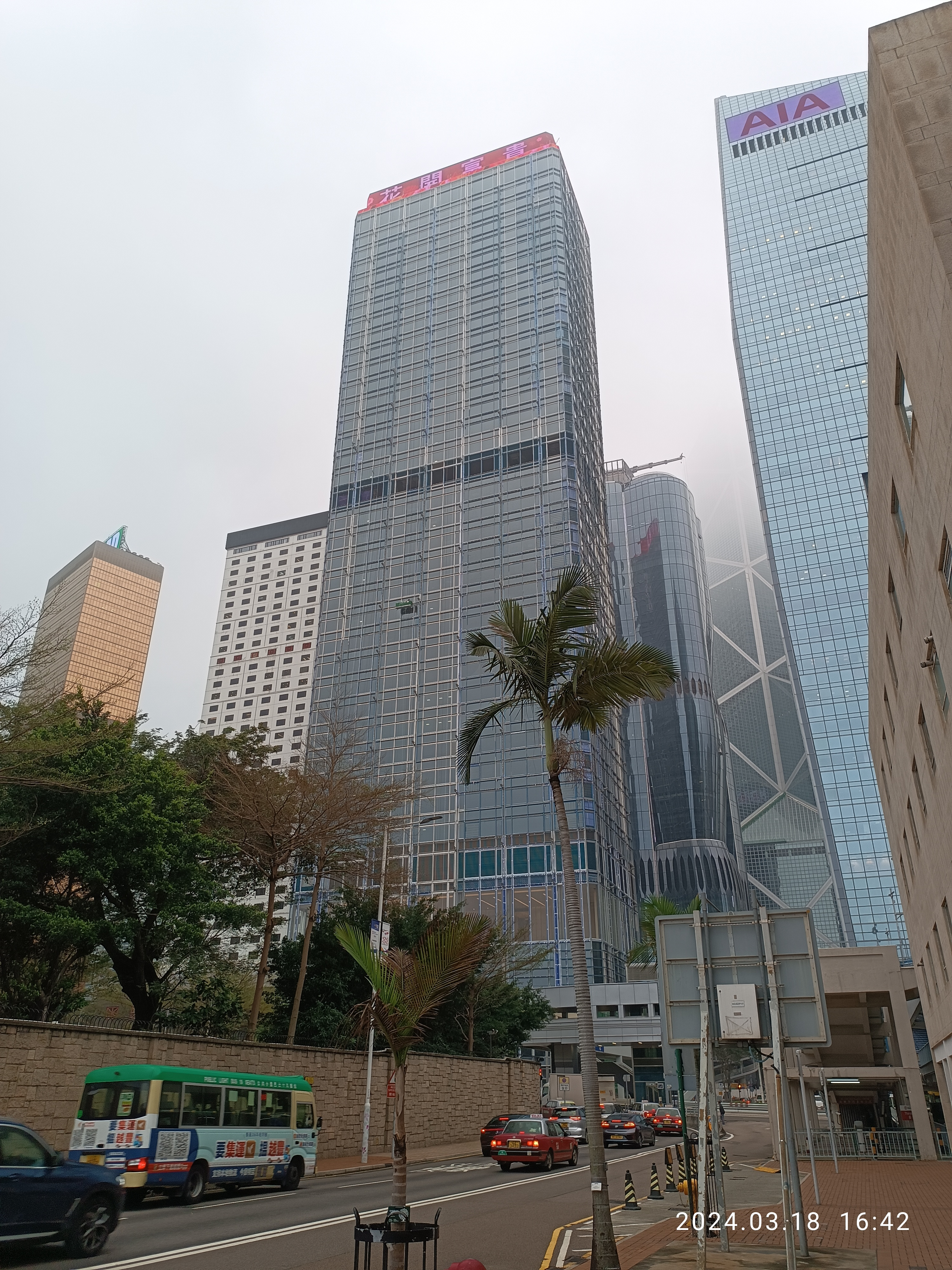
2024年3月

## 外部連結
- 長江集團中心二期 （页面存档备份，存于）